# Jules Ghobert
Pour les articles homonymes, voir Ghobert.
Jules Ghobert, né à Wéris le 20 mars 1881 et mort à Bruxelles le 16 décembre 1971, est un architecte belge qui fut un des protagonistes de l'architecture monumentale en Belgique.

## Réalisations
- 1954-1969 complexe architectural du Mont des Arts[2] avec Maurice Houyoux, incluant :
  - le Palais des Congrès
  - le Palais de la Dynastie
  - la Bibliothèque royale Albert Ier

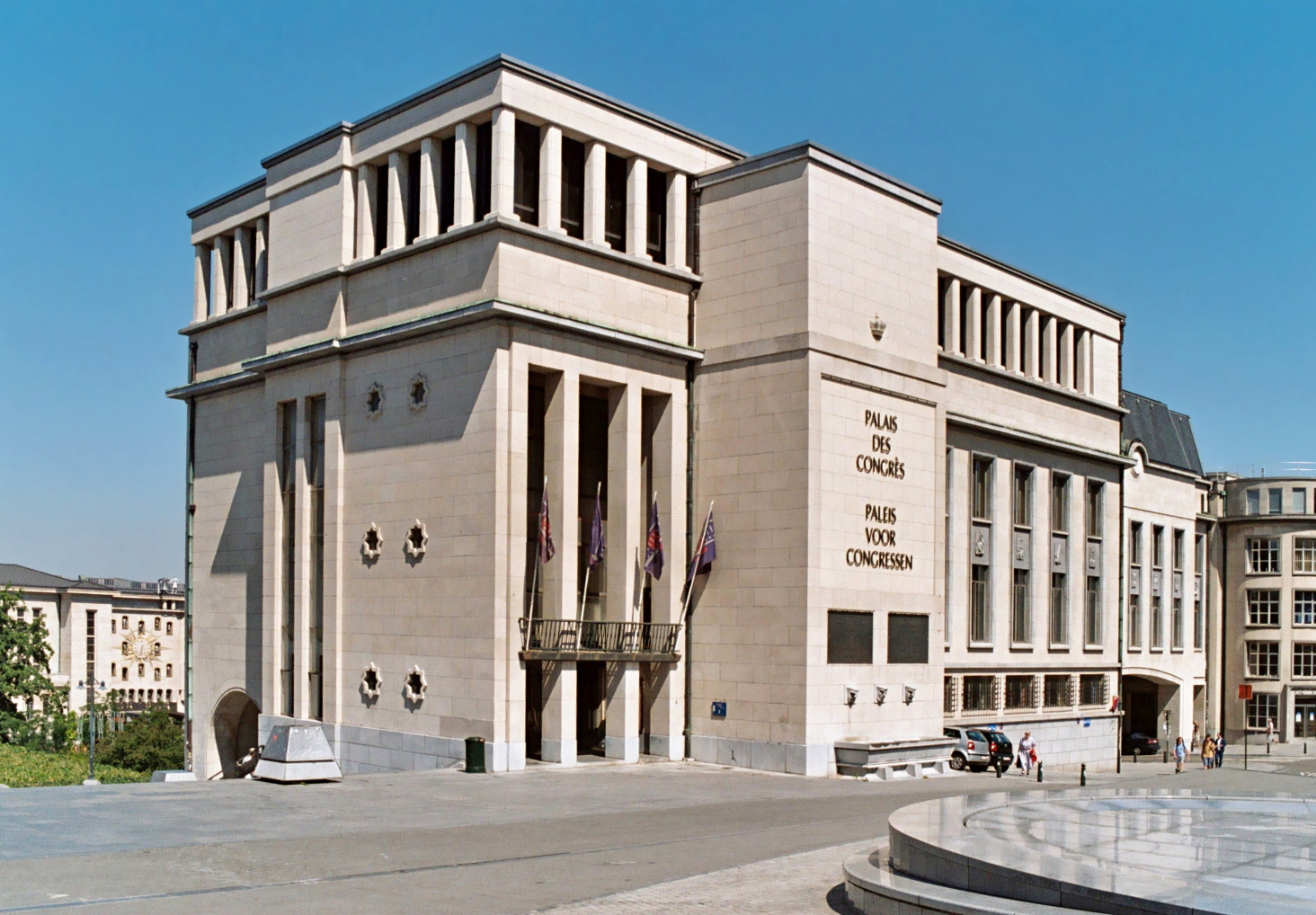
Palais des Congrès de Bruxelles
(J. Ghobert et M. Houyoux - 1954-1969).